# Dorfkirche Brunow (Heckelberg-Brunow)

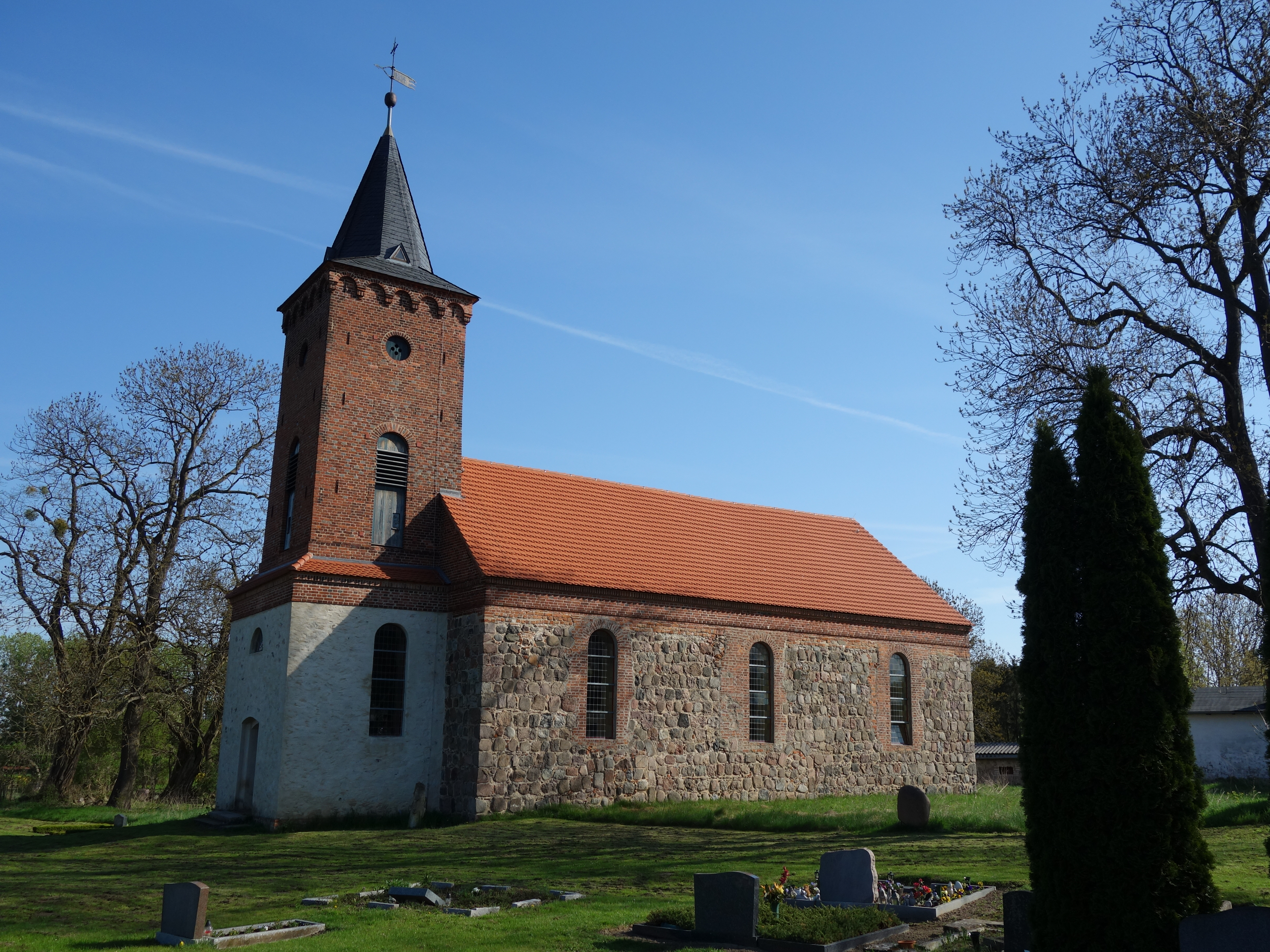
Dorfkirche Brunow (Heckelberg-Brunow)

Die evangelische, denkmalgeschützte Dorfkirche Brunow steht in Brunow, einem Ortsteil der Gemeinde Heckelberg-Brunow im Landkreis Märkisch-Oderland in Brandenburg. Die Kirche gehört zum Pfarrsprengel Heckelberg im Kirchenkreis Barnim der Evangelischen Kirche Berlin-Brandenburg-schlesische Oberlausitz.

## Beschreibung
Das Langhaus der Saalkirche aus Feldsteinen wurde im 13./14. Jahrhundert erbaut. Das untere Geschoss des Kirchturms auf quadratischem Grundriss stammt aus dieser Zeit. Nach einem Brand wurden 1834 durch den Landbaumeister Ferdinand Neubarth aus Wriezen das Kirchenschiff und die oberen Geschosse des Kirchturms erneuert. Ferner wurde dieser mit einem achtseitigen, schiefergedeckten Knickhelm bedeckt. 
Der Innenraum erhielt als Kirchenausstattung einen Kanzelaltar.

## Orgel

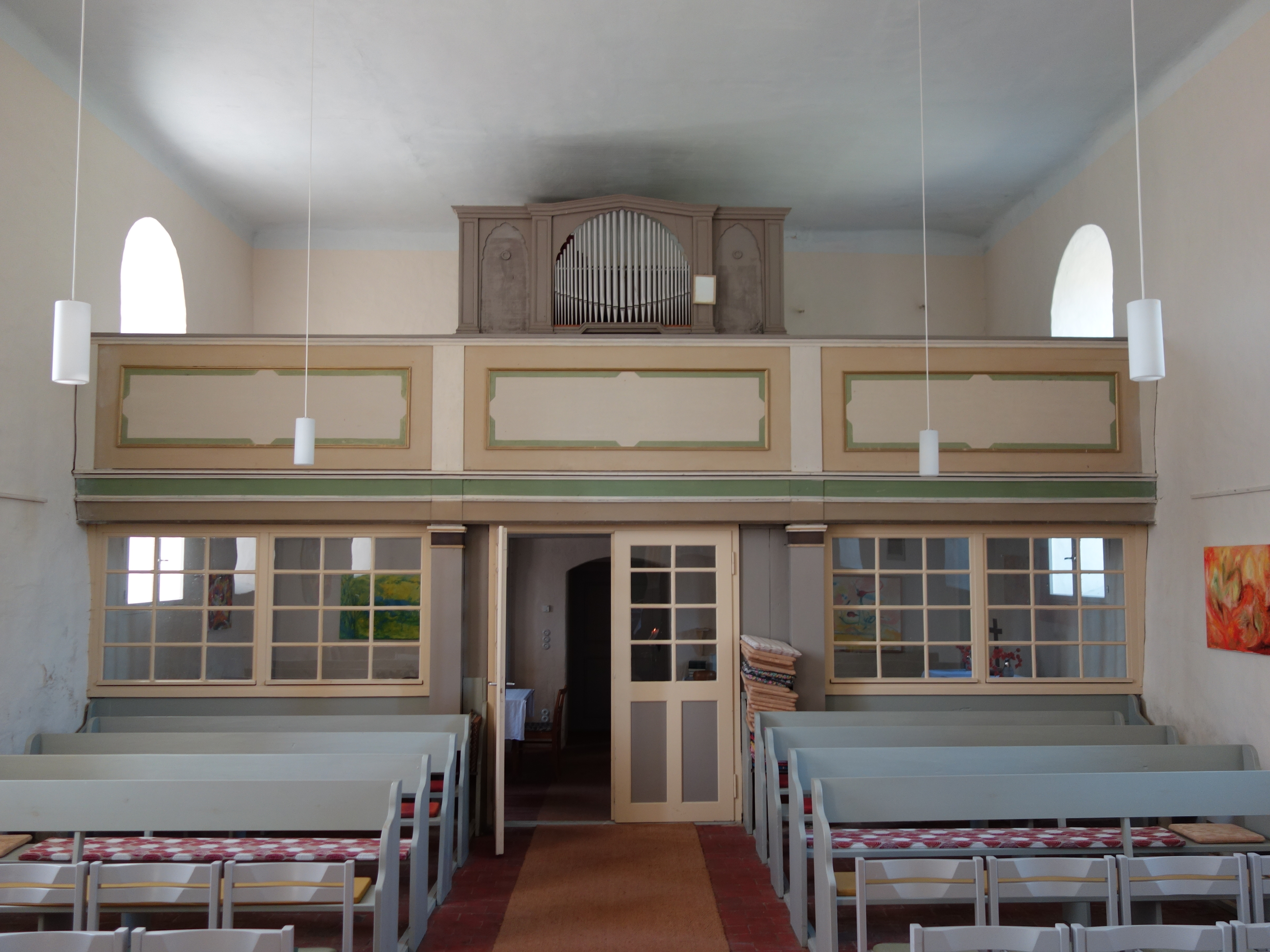
Blick zur Orgel

Die Orgel mit sieben Registern, einem Manual und Pedal wurde um 1800 vermutlich von Georg Friedrich und August Wilhelm Grüneberg gebaut. Die Orgel stand zuerst in Naugard (jetzt Nowogard, Polen), wurde 1857 nach Pritter (jetzt Przytór, Polen) verkauft und kam 1903 nach Brunow. Die 29 stummen Mittelfeldpfeifen mussten 1917 als Metallspende abgegeben werden und wurden durch Holzattrappen ersetzt. 1950 wurde die Orgel durch Karl Gerbig aus Eberswalde umdisponiert. Derzeit ist die Orgel – die älteste ihres Landkreises – nicht spielbar und dringend restaurierungsbedürftig. Die Disposition lautet:
| Manual C–c3 |            |    |
| 1.          | Principal  | 8′ |
| 2.          | Gedackt    | 8′ |
| 3.          | Principal  | 4′ |
| 4.          | Octave     | 2′ |
| 5.          | Mixtur III |    |

| Pedal C–d1 |        |     |
| 6.         | Subbas | 16′ |
| 7.         | Violon | 8′  |

- Traktur: eine gemeinsame mechanische Schleiflade für Manual und Pedal
- Nebenregister: Calcanten-Glocke